# Liste der Naturdenkmale in Buchenbach
| Naturdenkmale | Anzahl |
| ------------- | ------ |
| FND           | 0      |
| END           | 16     |
| Gesamt        | 16     |

Die Liste der Naturdenkmale in Buchenbach nennt die verordneten Naturdenkmale (ND) der im baden-württembergischen Landkreis Breisgau-Hochschwarzwald liegenden Gemeinde Buchenbach. In Buchenbach gibt es insgesamt 16 als Naturdenkmal geschützte Objekte, keines ist ein flächenhaftes Naturdenkmal (FND), alle sind Einzelgebilde-Naturdenkmale (END).
Stand: 31. Oktober 2016.

## Einzelgebilde (END)
| Name                                | Bild | Kennung     | Einzelheiten                                           | Position | Fläche Hektar | Datum         |
| ----------------------------------- | ---- | ----------- | ------------------------------------------------------ | -------- | ------------- | ------------- |
| 1 Eiche                             | BW   | 83150200031 | Buchenbach                                             | ⊙        | 0,0           | 15. Apr. 1964 |
| 1 Eiche                             | BW   | 83150200035 | Buchenbach                                             | ⊙        | 0,0           | 15. Apr. 1964 |
| 1 Fichte                            | BW   | 83150200021 | Buchenbach                                             | ⊙        | 0,0           | 15. Apr. 1964 |
| 1 Linde bei Jockelshof              | BW   | 83150200019 | Buchenbach Nicht mehr in der LUBW-Datenbank vorhanden. | ⊙        | 0,0           | 15. Apr. 1964 |
| 1 Linde                             | BW   | 83150200022 | Buchenbach                                             | ⊙        | 0,0           | 15. Apr. 1964 |
| 1 Linde                             | BW   | 83150200036 | Buchenbach                                             | ⊙        | 0,0           | 15. Apr. 1964 |
| 1 Sommerlinde Einfahrt Schneiderhof | BW   | 83150200010 | Buchenbach                                             | ⊙        | 0,0           | 15. Apr. 1964 |
| 1 Sommerlinde                       | BW   | 83150200017 | Buchenbach                                             | ⊙        | 0,0           | 15. Apr. 1964 |
| 1 Sommerlinde                       | BW   | 83150200018 | Buchenbach                                             | ⊙        | 0,0           | 15. Apr. 1964 |
| 1 Sommerlinde                       | BW   | 83150200028 | Buchenbach                                             | ⊙        | 0,0           | 15. Apr. 1964 |
| 1 Winterlinde                       | BW   | 83150200013 | Buchenbach                                             | ⊙        | 0,0           | 15. Apr. 1964 |
| 2 Linden am Hirschenhof             | BW   | 83150200020 | Buchenbach                                             | ⊙        | 0,0           | 15. Apr. 1964 |
| 2 Sommerlinden                      | BW   | 83150200030 | Buchenbach                                             | ⊙        | 0,0           | 15. Apr. 1964 |
| 2 Sommerlinden                      | BW   | 83150940018 | Buchenbach                                             | ⊙        | 0,0           | 10. Feb. 2010 |
| 3 (Bastard-)Sommerlinden            | BW   | 83150200029 | Buchenbach                                             | ⊙        | 0,0           | 15. Apr. 1964 |
| 3 Sommerlinden bei Steinkreuz       | BW   | 83150200014 | Buchenbach                                             | ⊙        | 0,0           | 15. Apr. 1964 |
| Legende für Naturdenkmal            |      |             |                                                        |          |               |               |